# Alcira de la Peña
Alcira de la Peña, née le 8 novembre 1910 à Buenos Aires en Argentine et morte le 15 mars 1998 dans la même ville, est une médecin et femme politique argentine, militante féministe, communiste et humanitaire. 
Elle est notamment cofondatrice de la Ligue argentine pour les droits de l'homme, secrétaire nationale du Secours rouge international, membre du Comité central du Parti communiste argentin, qu'elle représente dans les instances internationales, cofondatrice de l'Union des femmes d'Argentine et de l'Assemblée permanente pour les droits de l'homme.
Elle est reconnue comme une figure importante des mouvements communistes, féministes et de défense des droits humains.

## Biographie

### Jeunesse
Alcira de la Peña naît à Buenos Aires le 8 novembre 1910. Elle est la fille de deux immigrés.

### Formation en médecine, militantisme
Elle intègre la faculté de médecine de l'université de Buenos Aires (UBA). En 1931, elle adhère à la fédération argentine des Jeunes communistes, et devient membre du groupe étudiant communiste Insurrexit.
Militante communiste, Alcira de la Peña transporte des colis aux prisonniers politiques, puis elle devient secrétaire de l'organisation Secours rouge international. En raison de son activité politique, elle est arrêtée et expulsée de l'université de Buenos Aires. En 1937, elle est l'une des fondatrices de la Ligue argentine pour les droits de l'homme (es). Elle passe en 1938 à l'université nationale de Córdoba où elle continue ses études de médecine. Elle y reprend des responsabilités dans le Parti communiste local, ce qui ne l'empêche pas d'obtenir en 1942 le titre de chirurgienne. Son activité politique continue provoque son arrestation à deux reprises en 1943, et elle est finalement déportée à Buenos Aires avec dix autres prisonniers politiques et mise en période de probation.

### Carrière politique
Alcira de la Peña préside de 1945 à 1959 la Commission nationale des femmes du Parti communiste de l'Argentine (PCA), et elle est de nouvreau arrêtée, à plusieurs reprises : en 1947, en 1949, à Entre Ríos, puis au Chili à son retour d'Europe. Elle est nommée en 1945 membre du Comité central du Parti communiste argentin, puis membre de sa Commission exécutive à partir de 1946.
Politiquement empêchée d’exercer la médecine, elle décide de se consacrer pleinement à la politique. Elle est en 1951 la candidate du parti communiste à la vice-présidence de l'Argentine en tant que colistière de Rodolfo José Ghioldi (es). Elle est encore désignée pour la même candidature en 1954, puis elle est élue en 1958 conseillère du Conseil délibératif de Buenos Aires, pour quatre ans, avec Luis Fiori, tous deux du Parti communiste,. Elle et la socialiste Josefina Marpons sont les deux premières femmes à occuper un tel poste. Pendant son mandat, elle demande la libération des prisonniers politiques – l’un des thèmes centraux de son activité politique au fil des années – et elle convainc le Conseil délibératif de Buenos Aires d’approuver les déclarations à cet égard. Elle rejoint en 1962 l'équipe de rédaction de la Revue Internationale, basée à Prague.
En 1946, elle participe à la fondation de l'Union des femmes d'Argentine (es), avec Fanny Edelman. L'année suivante, part pour Moscou et Pékin pour assister successivement aux réunions du Conseil exécutif de la Fédération démocratique internationale des femmes et à celle d'un groupe de femmes asiatiques. Elle est représentante du PCA à divers congrès communistes internationaux. En dirige en 1966 la délégation du parti à la Conférence intercontinentale de La Havane, au cours de laquelle elle rejette la proposition des délégués cubains de créer l'OLAS, une entité internationale qui alimenterait les organisations armées en Amérique latine. Lors des coups d'État au Chili et en Uruguay, elle organise un réseau de solidarité avec ces pays. Elle est en 1975 cofondatrice de l'Assemblée permanente pour les droits de l'homme.
En 1982, Alcira de la Peña est arrêtée dans les locaux du Comité central du PCA, et poursuivie. Elle participe ensuite au 15e Congrès du PCA en septembre 1983. Elle démissionne de son poste au Comité central après que le 16e Congrès du Parti, tenu en novembre 1986, ait approuvé une mesure d'autocritique concernant la ligne de conciliation du parti à l'égard de la dictature militaire. Elle a régulièrement contribué aux publications du PCA, notamment La Hora, Nueva Era, Nuestra Palabra et Orientación.

### Décès et hommages
Alcira de la Peña meurt le 15 mars 1998 à Buenos Aires.
En son hommage, une rue de Salto porte son nom ainsi qu'un quartier de Chacabuco,. En 2002, le Parlement de la ville de Buenos Aires la nomme comme l'une des dix-huit femmes exceptionnelles du XXe siècle.